# Toshio Iwatani
Toshio Iwatani (24 octombrie 1925 - 1 martie 1970) a fost un fotbalist japonez.

## Statistici
| Japonia | Japonia | Japonia |
| An      | Meciuri | Goluri  |
| ------- | ------- | ------- |
| 1951    | 3       | 2       |
| 1952    | 0       | 0       |
| 1953    | 0       | 0       |
| 1954    | 2       | 2       |
| 1955    | 2       | 0       |
| 1956    | 1       | 0       |
| Total   | 8       | 4       |